# Larwill (Indiana)
Larwill es un pueblo ubicado en el condado de Whitley en el estado estadounidense de Indiana. En el Censo de 2010 tenía una población de 283 habitantes y una densidad poblacional de 489,99 personas por km².

## Geografía
Larwill se encuentra ubicado en las coordenadas 41°10′45″N 85°37′26″O / 41.17917, -85.62389. Según la Oficina del Censo de los Estados Unidos, Larwill tiene una superficie total de 0.58 km², de la cual 0.58 km² corresponden a tierra firme y (0%) 0 km² es agua.

## Demografía
Según el censo de 2010, había 283 personas residiendo en Larwill. La densidad de población era de 489,99 hab./km². De los 283 habitantes, Larwill estaba compuesto por el 98.94% blancos, el 0% eran afroamericanos, el 0% eran amerindios, el 0% eran asiáticos, el 0% eran isleños del Pacífico, el 0% eran de otras razas y el 1.06% pertenecían a dos o más razas. Del total de la población el 0% eran hispanos o latinos de cualquier raza.